# Ad Wijnands
Ad Wijnands (Maastricht, 10 de marzo de 1959) es un exciclista neerlandés.
Fue profesional de 1980 a 1993 y ganó dos etapas en el Tour de Francia 1981 entre otras carreras. Después de pasar los dos últimos años de su carrera deportiva en el conjunto TVM, se convirión en director deportivo de este equipo desde 1995 hasta 1997.

## Palmarés
| 1978 (como amateur) - 1 etapa de la Vuelta a Lieja 1979 (como amateur) - 1 etapa del Tour de Olympia 1980 - Omloop der Kempen 1981 - 2 etapas del Tour de Francia - 1 etapa de la Estrella de Bessèges - Vuelta a Bélgica - Scheldeprijs 1982 - 1 etapa de la Dauphiné Libéré 1984 - Gran Premio Raymond Impanis - 1 etapa de la Vuelta a los Países Bajos | 1985 - 1 etapa del Tour del Mediterráneo - Gran Premio de Antibes 1986 - Tour de Limburgo - Gran Premio del 1 de Mayo - 1 etapa de la Vuelta a los Países Bajos 1988 - Gran Premio Ciclista la Marsellesa 1991 - Estrella de Bessèges - 1 etapa de la Vuelta al País Vasco 1992 - 1 etapa de la Semana Catalana - 1 etapa del Tour de l'Oise |

## Resultados en las grandes vueltas
| Carrera         | 1980 | 1981 | 1982 | 1983 | 1984  | 1985  | 1986 | 1987 | 1988 | 1989 | 1990  | 1991 | 1992 | 1993 |
| --------------- | ---- | ---- | ---- | ---- | ----- | ----- | ---- | ---- | ---- | ---- | ----- | ---- | ---- | ---- |
| Giro de Italia  | -    | -    | -    | -    | -     | -     | -    | -    | -    | -    | -     | -    | -    | -    |
| Tour de Francia | -    | Ab.  | 53.º | -    | 108.º | 106.º | -    | -    | -    | -    | -     | -    | Ab.  | -    |
| Vuelta a España | -    | -    | -    | -    | -     | -     | -    | -    | -    | -    | 122.º | -    | -    | -    |
| Mundial en Ruta | -    | -    | -    | -    | -     | -     | -    | -    | -    | -    | -     | -    | -    | -    |

-: no participa

Ab.: abandono